# Emilio Giglioli
Emilio Giglioli (Bologna, 11 maggio 1888 – Bologna, 30 maggio 1957) è stato un generale italiano, che nel corso della seconda guerra mondiale prese parte all'invasione della Iugoslavia come comandante del presidio militare di Zara. Ricoprì poi gli incarichi di Intendente generale, vicecapo di stato maggiore e capo di stato maggiore presso il quartier generale della FF.AA. dell'Africa Settentrionale Italiana. Con il precipitare della situazione bellica venne fatto rimpatriare il 5 febbraio 1943, e fu poi nominato capo di stato maggiore del Gruppo di Armate Est, allora al comando del generale Ezio Rosi, allora con sede a Tirana. Decorato con le Croci di Cavaliere e di Ufficiale dell'Ordine militare di Savoia, tre medaglia d'argento, due di bronzo e una croce di guerra al valor militare.

## Biografia
Nacque a Bologna l'11 maggio 1888. Arruolatosi nel Regio Esercito fu ammesso a frequentare la Regia Accademia Militare di Fanteria e Cavalleria di Modena da cui uscì con il grado di sottotenente assegnato all'arma di fanteria il 19 settembre 1909. Mentre prestava servizio in soccorso alle popolazioni colpite dal terremoto di Messina, insieme al sottotenente Antonio Nunnari, venne insignito della medaglia di bronzo al valor militare. Come capitano prestò servizio nella prima guerra mondiale, assegnato al 50º Reggimento fanteria, poi al 59º Reggimento fanteria, e come maggiore alla 17ª Divisione. Al termine del conflitto risultava insignito di una medaglia d'argento, una di bronzo e una croce di guerra al valor militare e di una croce al merito di guerra. Con il grado di colonnello fu comandante del 52º Reggimento fanteria "Alpi" e poi comandante interinale della Brigata "Cacciatori delle Alpi". Il 30 giugno 1939 fu promosso generale di brigata, e il 1 settembre dello stesso anno fu assegnato in servizio al comando del Corpo d'armata di Firenze. Il 15 settembre fu nominato vicecomandante della 41ª Divisione fanteria "Firenze", mantenendo tale incarico fino al 1 luglio 1940, quando fu assegnato in servizio presso lo stato maggiore del VI Corpo d'armata, dove rimase fino al 18 agosto 1940. Nominato comandante delle truppe del presidio militare di Zara, in sostituzione del generale Carlo Rivolta, al comando di esse prese parte all'invasione della Iugoslavia nel maggio 1941, avanzando su Sebenico con i 9.000 uomini al suo comando. Il 20 di quello stesso mese fu trasferito presso il comando della 5ª Armata, dove rimase fino al 20 giugno quando assunse l'incarico di Intendente generale presso il quartier generale della FF.AA. dell'Africa Settentrionale Italiana. Ricoprì questo incarico sino all'11 gennaio 1942, quando venne distaccato presso il quartier generale delle FF.AA. dell'Africa Settentrionale Italiana per ricoprire, dal 25 gennaio, l'incarico di vicecapo di stato maggiore. Il 14 maggio 1942 fu promosso generale di divisione, e il 15 settembre dello stesso anno fu nominato capo di stato maggiore delle FF.AA. dell'Africa Settentrionale Italiana. Con il precipitare della situazione bellica venne fatto rimpatriare il 5 febbraio 1943, assegnato al Ministero della guerra del Regno d'Italia sino al 22 maggio, quando fu nominato capo di stato maggiore del Gruppo di Armate Est, a Tirana, allora al comando del generale Ezio Rosi. All'atto dell'armistizio dell'8 settembre 1943 si trovava in Italia per ricevere dal capo di stato maggiore del Regio Esercito, generale Vittorio Ambrosio, la segretissima Promemoria n.2 della Memoria OP 44 da trasmettere personalmente a Rosi. A causa del maltempo egli rimase bloccato in Italia e l'ordine non fu mai ricevuto da Rosi.

### Fonti
1. 1 2 3 4 5 6 7 8 9 10  Generals.
2. ↑  Gazzetta Ufficiale del Regno d'Italia n.245 del 17 ottobre 1912, p.6002.
3. ↑   Bollettino ufficiale delle nomine, promozioni e destinazioni negli ufficiali e sottufficiali del R. esercito italiano e nel personale dell'amministrazione militare, 1918,  p. 5658. URL consultato il 22 agosto 2019.
4. ↑   Bollettino ufficiale delle nomine, promozioni e destinazioni negli ufficiali e sottufficiali del R. esercito italiano e nel personale dell'amministrazione militare, 1939,  p. 4560. URL consultato il 22 agosto 2019.
5. ↑  Talpo 1995, p. 11.
6. ↑  Talpo 1995, p. 5.
7. ↑  Montanari 1990, p. 866.
8. 1 2  Giusti 2018, p. 28.
9. 1 2  Ordine Militare d'Italia sul sito della Presidenza della Repubblica
10. ↑   Bollettino ufficiale delle nomine, promozioni e destinazioni negli ufficiali e sottufficiali del R. esercito italiano e nel personale dell'amministrazione militare, 1922,  p. 1497. URL consultato il 22 agosto 2019.
11. ↑  Gazzetta Ufficiale del Regno d'Italia n.240 del 16 ottobre 1931, p.5051.
12. ↑   Bollettino ufficiale delle nomine, promozioni e destinazioni negli ufficiali e sottufficiali del R. esercito italiano e nel personale dell'amministrazione militare, 1939,  p. 1338. URL consultato il 2 agosto 2022.
13. ↑   Bollettino ufficiale delle nomine, promozioni e destinazioni negli ufficiali e sottufficiali del R. esercito italiano e nel personale dell'amministrazione militare, 1924,  p. 1887. URL consultato il 2 agosto 2022.